# حكومة مأمون الكزبري
تشكلت حكومة مأمون الكزبري في 29 أيلـول 1961 بموجب المرسوم رقم 1 الصادر بتاريخ 29 أيلـول 1961 القاضي بتشكيل حكومة الجمهورية العربية السورية برئاسة الدكتور مأمون الكزبري واستمرت حتى 20 تشرين الثاني 1961.

## التشكيل الوزاري
- الدكتور مأمون الكزبري، للرئاسة والخارجية والدفاع
- الدكتور ليون زمريا، وزيراً للمالية والتموين
- الدكتور فرحان الجندلي، وزيراً للصحة والإسعاف العام
- الدكتور عدنان القوتلي، وزيراً للداخلية
- الدكتور عزت النص، وزيراً للتربية والتعليم والإرشاد القومي
- الدكتور عوض بركات، وزيراً للاقتصاد والصناعة
- المهندس أمين ناظيف، وزيراً للزراعة والإصلاح الزراعي
- الأستاذ المحامي أحمد سلطان، وزيراً للعدلية والأوقاف
- المهندس عبد الرحمن حورية، وزيراً للأشغال العامة والمواصلات
- الدكتور نعمان الأزهري، وزيراً للتخطيط والشؤون القروية والبلدية
- السيد فؤاد العادل، وزيراً للشؤون الاجتماعية والعمل

في 30 أيلول 1961 سُمّي:
- السيد الدكتور مصطفى البارودي، وزيراً للدولة وللدعاية والأنباء والإذاعة والتلفزيون

في 1 تشرين الثاني 1961 سُمّي:
- السيد سعيد السيد، وزيراً للإصلاح الزراعي

## روابط خارجية
- مجلس الوزراء السوري
- الحكومات السورية على موقع رئاسة مجلس الوزراء
- الحكومات السورية على موقع مجلس الشعب السوري
- وزارات الدولة على بوابة الحكومة الإلكترونية السورية
- الوزارات والهيئات الحكومية على موقع مجلس الشعب السوري